# Anarquía relacional

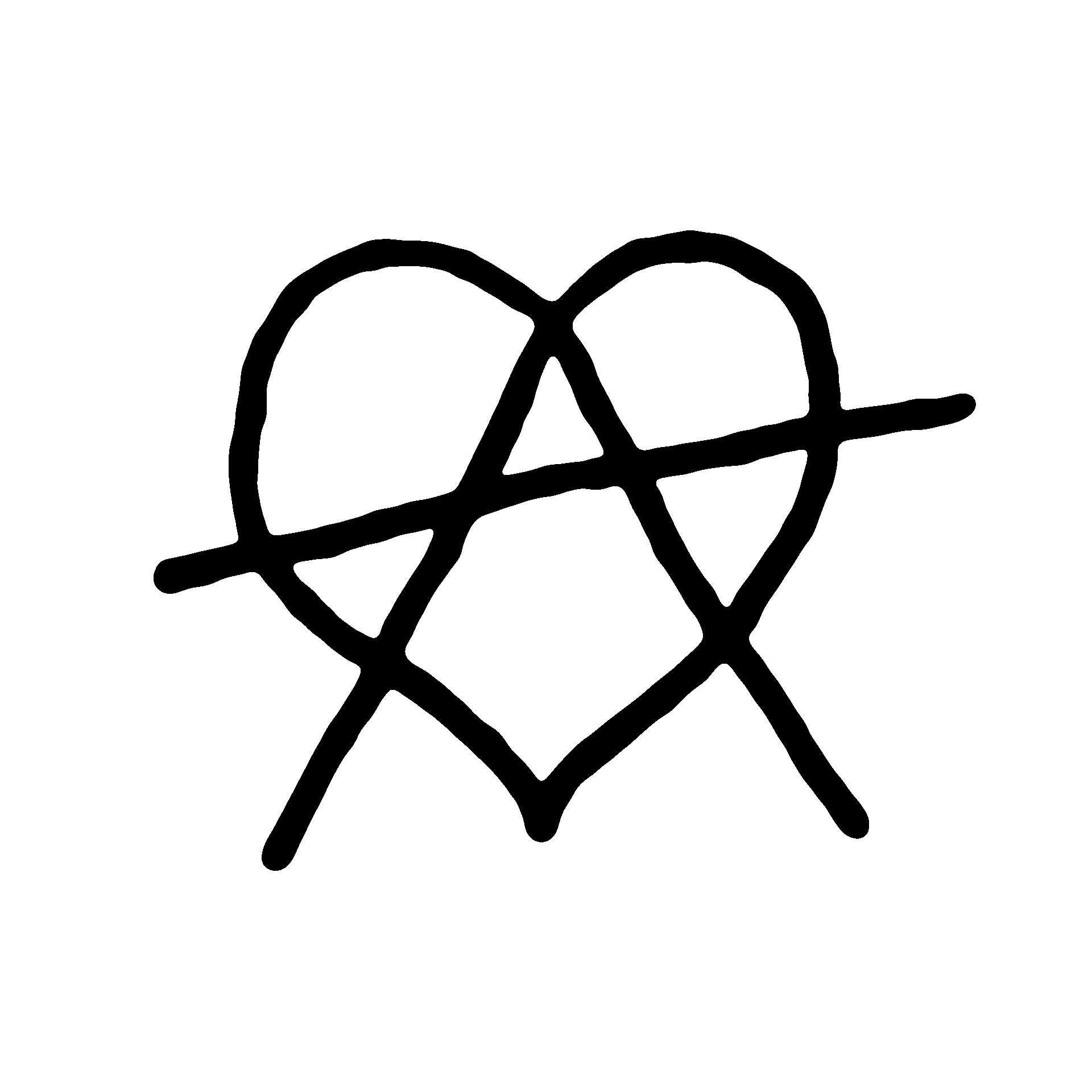
Logotipo de la Anarquía Relacional basado en el propuesto por Leo Nordwall en 2007.

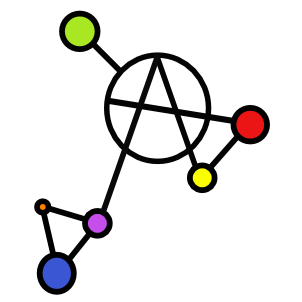
Un símbolo alternativo para la Anarquía Relacional propuesto en el blog “el Bosque en el que vivo”. Está basado en una visión que implica necesariamente un cambio en la organización social, en la forma que se estructuran todas las relaciones sociales y no solo en su aspecto afectivo y en el que los colores tienen que ver con la diversidad, cada nodo es de color distinto pues cada vínculo tiene sus significados, sus propias dinámicas internas y sus propios códigos.

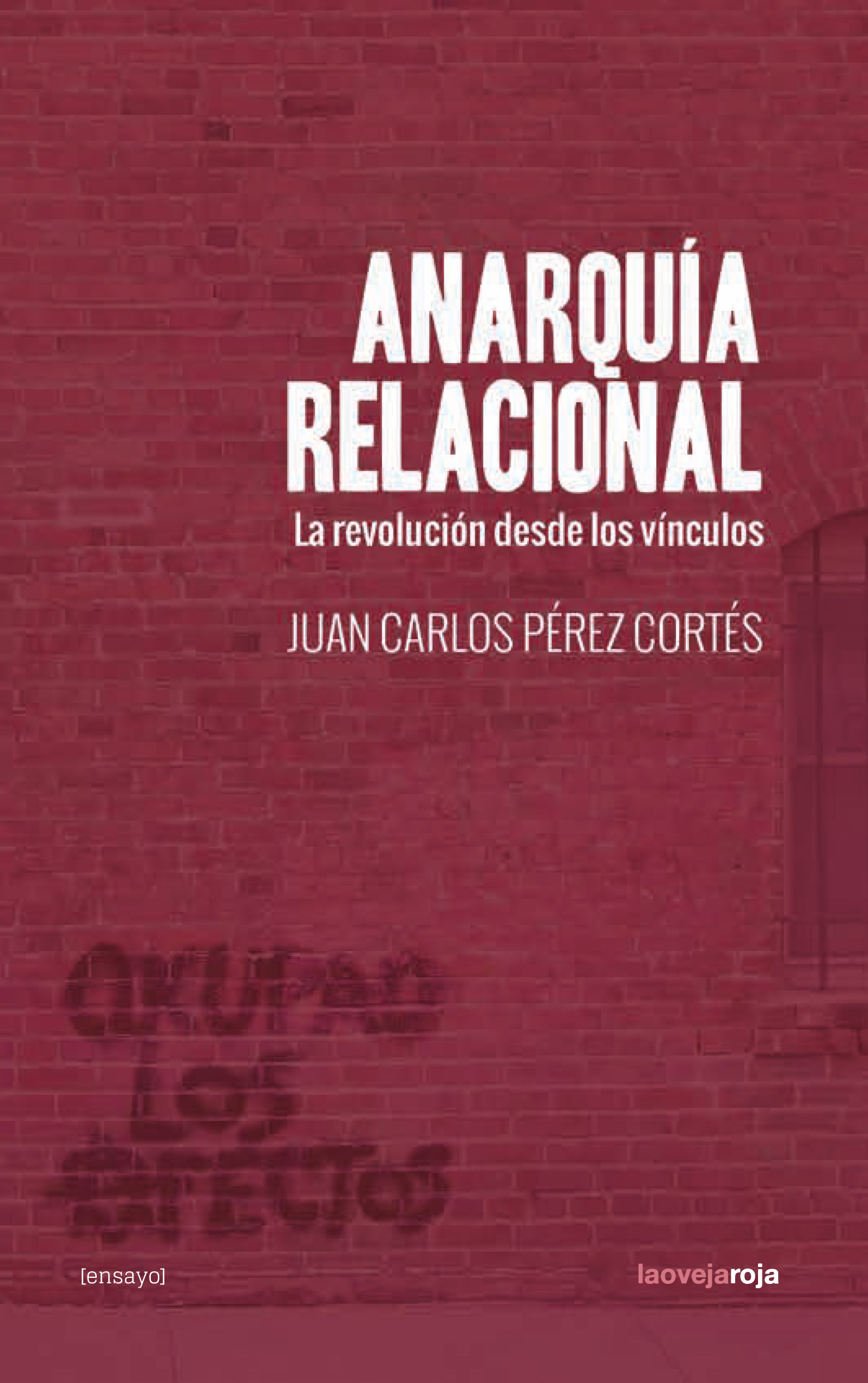
El primer libro monográfico sobre la Anarquía Relacional fue publicado en 2020 por la editorial La Oveja Roja.

La anarquía relacional es el planteamiento y la práctica de formar relaciones que no estén sometidas a un conjunto preexistente de categorías dictado por la norma social. Se basa en las ideas y principios del anarquismo social (rechazo a las prácticas autoritarias y jerárquicas y ejercicio de la autogestión colectiva) aplicándolos y adaptándolos a la gestión de los vínculos entre las personas.
Las prácticas que derivan de la AR desafían la normatividad y, particularmente la normatividad social hegemónica. Otras formas relacionales que difieren del modelo hegemónico son las parejas abiertas, el movimiento swinger, el poliamor y las no monogamias éticas o consensuadas. El término poliamor se ha empleado a veces como término paraguas para representar todas las prácticas que no exigen exclusividad afectiva y sexual. La AR, sin embargo, no se focaliza en impugnar la exclusividad afectiva y sexual sino en criticar el formato de los vínculos como categorías normativas cuyas características vienen dadas por una forma cultural de autoridad. Es decir, que plantea cambiar cómo nos vinculamos, no con cuántas personas nos vinculamos. Propone que los vínculos sean autogestionados en lugar de normativos y, por tanto rechaza establecer una distinción formal entre los diferentes tipos de relaciones que define prescriptivamente la cultura dominante.
Las personas anarquistas relacionales ven cada relación (sexo-afectiva o no) como un vínculo particular y no como un elemento dentro de una categoría establecida por las normas sociales como por ejemplo "en una amistad", "en una relación de pareja", "en una relación abierta", etc. El término "Relationsanarki" fue acuñado en 2005 por Andie Nordgren, y en sus primeros años fue el tema de la tesis de licenciatura de Jacob Strandell e Ida Midnattssol. Fue tratado en algunos talleres del OpenCon 2010, y por la profesora de la Open University Dr. Meg Barker en una presentación en 2013. En marzo de 2020 ha aparecido el primer libro dedicado monográficamente a la anarquía relacional: "Anarquía Relacional. La revolución desde los vínculos" editado posteriormente en catalán y en inglés. En abril de 2023 se ha publicado "Anarquía Relacional. Una novela gráfica", que combina textos teóricos con un relato vivencial gráfico.
Un efecto secundario de la práctica de la AR es la posibilidad de mantener múltiples vínculos sexo-afectivos, dado que no se diferencia unas relaciones de otras con etiquetas como "romántica" o "de amistad", pero eso no implica que todos los vínculos han de ser iguales en términos de intensidad, pasión, entrega, tiempo, etc. Los rasgos de cada relación son diferentes, pero no están sometidos a las expectativas asociadas a una categoría concreta. Pese a que las personas que propusieron el término y lo divulgaron insistieron en que la AR no está relacionada con el poliamor más que de manera tangencial, el tema de si se han desarrollado en común o son movimientos o subculturas independientes y diferenciadas se ha tratado por ejemplo en el blog "Multiple Match" o en el artículo del blog "The thinking asexual" traducido en "El demonio blanco de la tetera verde". En cualquier caso, se considera uno de los planteamientos de referencia en el mundo del activismo relacional que cuestiona la hegemonía del modelo monógamo, tradicional en muchas culturas. 
En más detalle, según, la AR no promueve o restringe las prácticas sexoafectivas y en consecuencia no es una no-monogamia consensuada o ética, como las prácticas swinger (conocidas en algunos países como «liberales» por quienes las llevan a cabo, que consisten en actividades sexuales conjuntas en pareja con otras personas o parejas), las relaciones abiertas (que permite el sexo fuera de la pareja sin componente afectivo) y el poliamor, jerárquico o no jerárquico (múltiples parejas sexoafectivas con algunas relaciones subordinadas a otras o bien todas en igualdad). La posibilidad de las relaciones no monógamas es un efecto secundario de la antinormatividad de la AR porque la exclusividad sexual y afectiva como mandato no es admisible en tanto supone una coacción o un derecho de veto. Pero no porque exista una inclinación inherente a un número de relaciones dado (una o más de una: «mono», «no-mono» o «poli»). 
La búsqueda de la multiplicidad de relaciones sí aparece como enfoque principal en las no-monogamias" y, citando a Gesa Mayer en el resumen de su ponencia para la edición de 2017 del congreso Non-Monogamies and Contemporary Intimacies Conference (NMCI), este texto añade que en lo últimos años el poliamor ha ganado popularidad pero "también ha sido objeto de escrutinio. El cuestionamiento crítico por parte de los defensores de la AR ha reprochado al poliamor que aborda únicamente algunas cuestiones, que es intrínsecamente jerárquico, que está basado en una sobrecarga de la regulación en vez de en la espontaneidad y la confianza, que se ha configurado como un estilo de vida apolítico de los privilegiados, y que afirma los principios clave del amor romántico. Desde este punto de vista, el poliamor parece fomentar la normatividad en lugar de desafiarla. (...) Se presta especial atención a la cuestión de si el poliamor calca o, por el contrario, deconstruye el ideal del amor romántico y su tendencia a formar parejas, y la separación de la sexualidad y la amistad. Argumentar que el poliamor y otras no-monogamias no pueden ser abordadas adecuadamente por una crítica simple, ya que albergan una diversidad de deseos, constelaciones y discursos. Aunque definitivamente no son inmunes a la normatividad, estas multiplicidades polifacéticas subvierten ingeniosamente algunas de las categorías y límites anticuados que han determinado las relaciones e intimidades hasta ahora."
Existen al menos dos traducciones al castellano de un documento que se popularizó bajo el nombre de "manifiesto de la anarquía relacional", de los años 2013 y 2014, en los blogs “el Bosque en el que vivo” y “El librerío”.